# Réserve naturelle d'Oka
La Réserve naturelle d'Oka (en russe : Окский заповедник ) (également Oksky ou Okskiy) est une réserve naturelle intégrale (« zapovednik ») russe située dans les basses terres Meschera, dans une plaine largement inondée par la rivière Oka et par son défluent, le Pra. Avec son vaste réseau hydrographique dans les basses terres et leurs tourbières boisées, la réserve est une zone importante pour la sauvagine et les échassiers. Elle accueille aussi des centres d'élevage de bisons d'Europe et de grues. La réserve d'Oka abrite principalement trois grands types d'écosystèmes : des tourbières boisées (environ 90 %), des marais (5 %) et des zones arides (5 %).

## Localisation
Le site est situé dans le district de Spassky, dans l’Oblast de Riazan, au sud-est de la capitale russe Moscou et à environ 60 km au nord-est de la ville de Riazan, dans la zone de transition entre la forêt tempérée, le sud de la taïga et la steppe boisée,.

## Histoire
En 1994, les « plaines inondables des rivières Pra et Oka » ont été désignées zones humides RAMSAR d'importance internationale, après avoir été classé réserve de l'UNESCO pour l'homme et la biosphère (dans le réseau MAB ; Man and biosphere) en 1978. Une réserve avait été officiellement créée en 1935 pour protéger ce milieu et une espèces emblématique en danger : le desman russe (Desmana moschata). Elle couvre aujourd'hui une superficie de 55 722 ha.

## Topographie
Elle explique en partie la richesse écologique et la biodiversité de la réserve. Les plaines inondables longent la Pra, un affluent de l’Oka. La région d’Oka comprend davantage de prairies et d’îlots forestiers. Outre les rivières Oka et Pra, la réserve comprend également les rivières Lamsha et Black.
L'altitude varie de 80 à 200 mètres.
Dans la zone tampon située autour des limites de la réserve, le tourisme et une agriculture à faible impact (production de foin par exemple) sont autorisés.

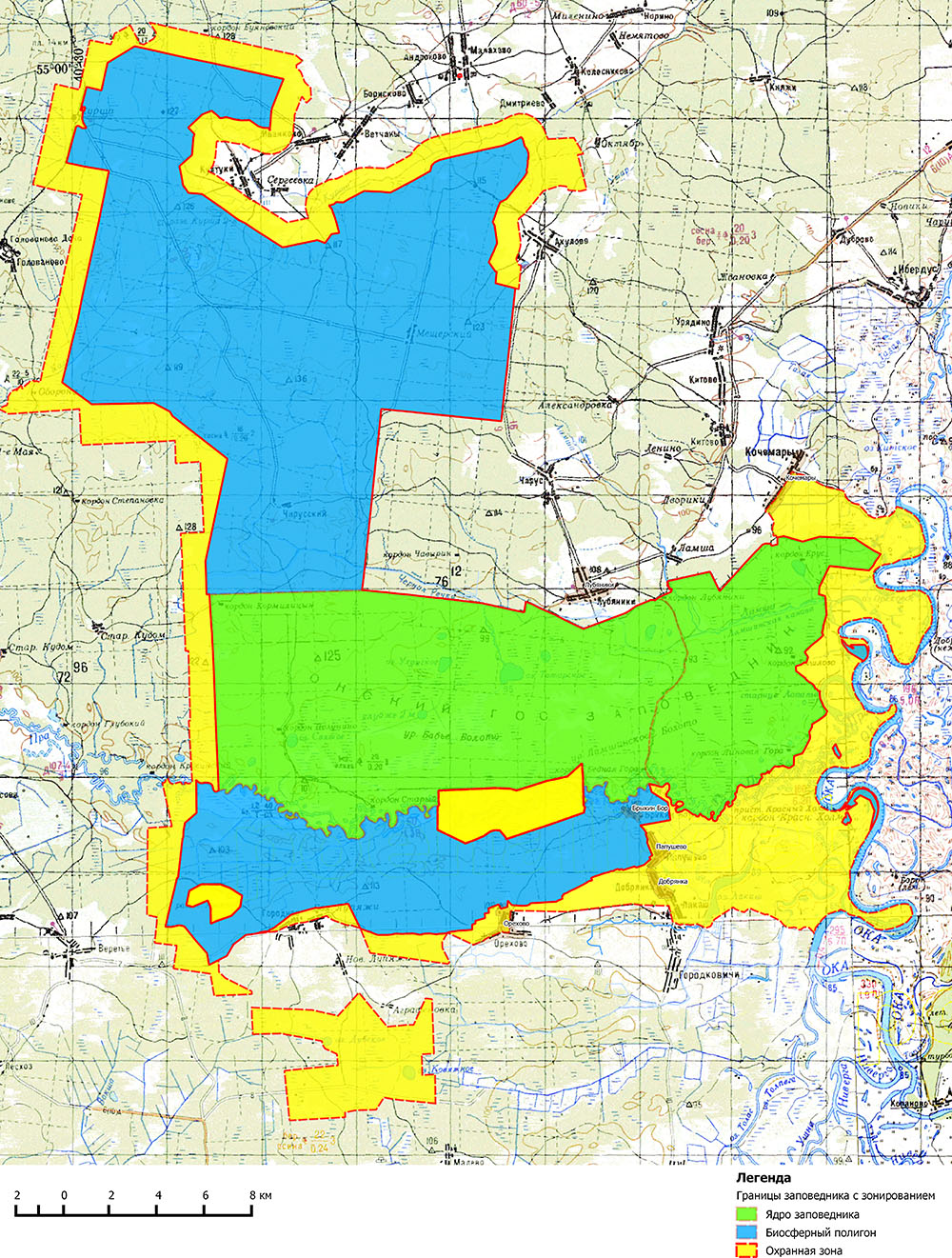
Carte de la réserve d'Oka (verte et bleue) avec les zones tampons (jaune).

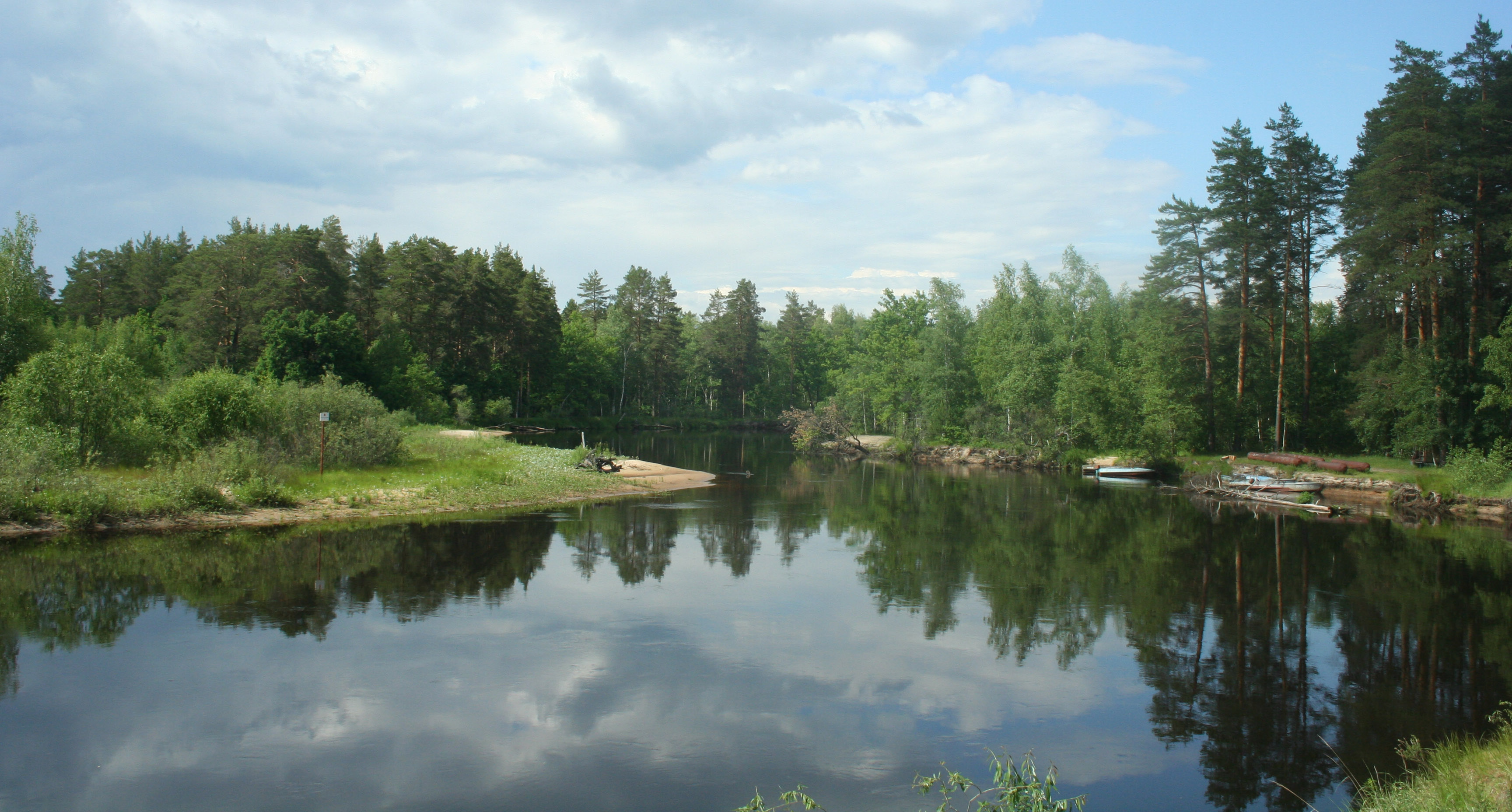
Exemple de paysage de zones humides interne à la réserve (Berges de la rivière Pra)

## Climat et écorégion
La réserve fait partie de l'écorégion de forêts mixtes sarmatiques, une bande de forêts mixtes de chênes / épinettes / pins s'étendant du sud de la Suède aux montagnes de l'Oural.
Le climat d'Oka est climat continental humide, été chaud (classification de Köppen (Dfb)). Ce climat se caractérise par de fortes variations de température, tant diurnes que saisonnières, avec des étés doux et des hivers froids et neigeux,.
La température moyenne dans la réserve d’Oka est comprise entre 11,6 °C en février, à une moyenne de 19,8 °C en juillet.
Les précipitations sont très variables (en moyenne de 347 mm/an à 918 mm/an).
Les vents dominants viennent de l'ouest et du sud-ouest.
Le climat d'Oka est climat continental humide, été chaud (classification de Köppen (Dfb)). Il se caractérise par de fortes variations de température, tant diurnes que saisonnières, avec des étés doux et des hivers froids et neigeux,.

## Habitats, faune et flore

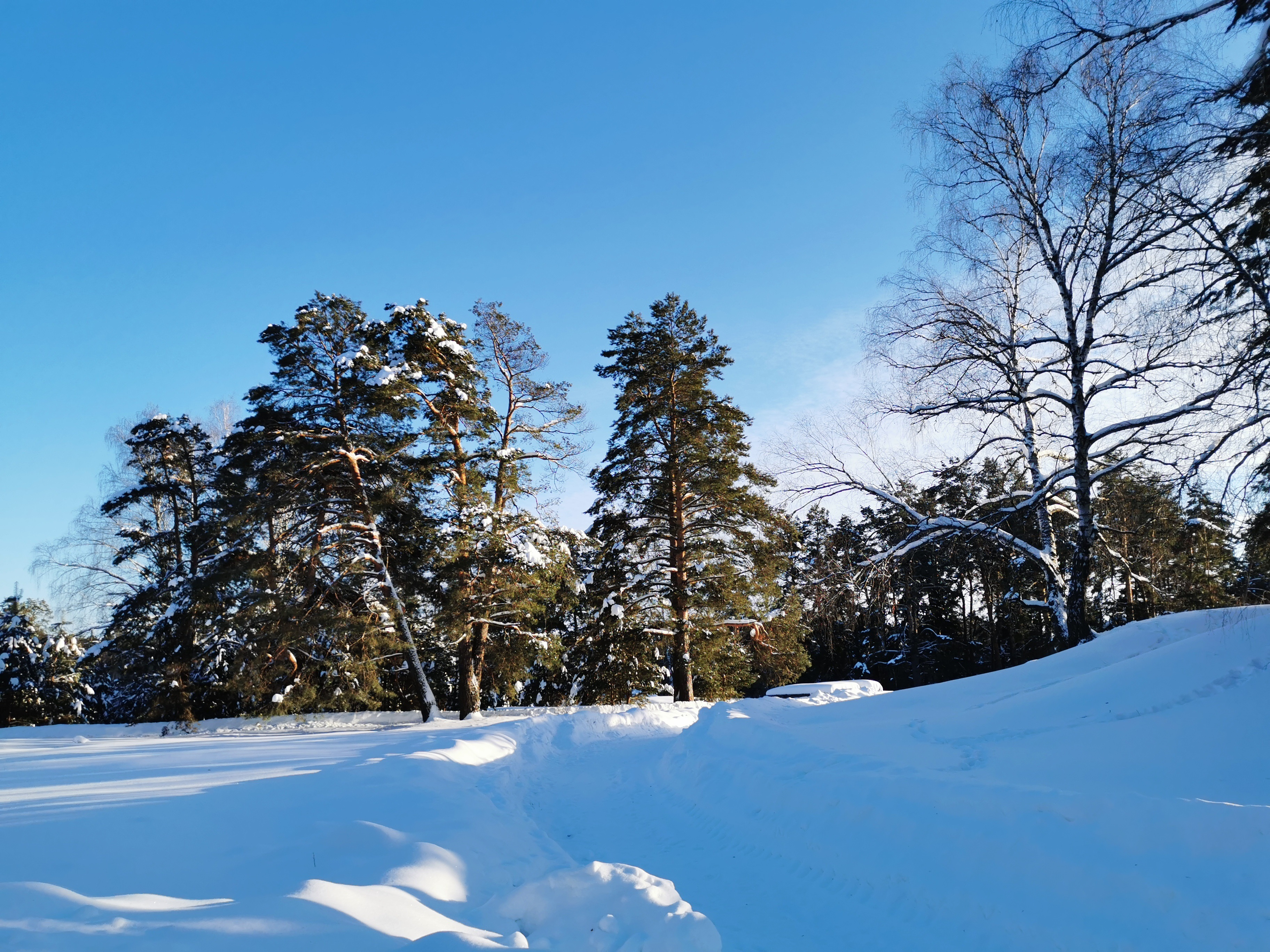
Paysage forestier hivernal de la réserve d'Oka

La réserve d'Oka présente différents types de forêts sur son territoire : forêts de pins (Pinus sylvestris) avec bouleaux (Betula sp.), Chênes (Quercus robur) et aulnes (Alnus glutinosa), chênes avec sous-bois de tilleuls et d'érables et forêts d'épinettes. Il y a des tourbières à sphaigne et des prairies inondables.
Les scientifiques de la réserve ont répertorié plus de 880 espèces de plantes vasculaires (appartenant à 109 familles), 198 espèces de mousses et 140 espèces de lichens.
La vie animale de la réserve est typique des forêts d'Europe centrale. 61 espèces de mammifères ont été identifiées dans la réserve ; les plus communs sont les campagnols (60 % des rongeurs), les souris des champs et les souris des forêts. Les prédateurs comprennent notamment le renard, le loups, la loutre (Lutra lutra) et le blaireau. Les animaux à sabots (ongulidés) comprennent le chevreuil, l'orignal (Alces alces) et le sanglier. Le desman russe et le Castor européen y sont notamment présent, de même que le chien viverrin. Environ un millier de desmans y survivent, dans les zones de crue des rivières Oka et Pra, mais l'espèce reste très menacée car souvent prise dans des filets de pêche autour de la réserve intégrale.
Les scientifiques de la réserve ont au total répertorié 61 espèces de mammifères, 266 d'oiseaux (dont la grue de Sibérie, (Grus leucogeranus) très menacée), 11 d'amphibiens, 6 de reptiles, 39 de poissons et 3883 espèces d'invertébrés.
La réserve abrite un centre européen d'élevage de bison d'Europe, créé en 1959, et un centre d'élevage de grues, fondé 20 ans plus tard (1979) La majorité des animaux qui y naissent seront libérés dans des réserves naturelles russes.

## Ecoéducation et accès
En tant que réserve naturelle intégrale, la réserve d'Oka est principalement fermée au grand public, bien que les scientifiques et les personnes ayant une "éducation à l'environnement" puissent prendre des dispositions avec la direction du parc pour les visites.
Les touristes sont les bienvenus dans la « zone tampon » de la forêt de Birkin. Il existe également un certain nombre de routes «écotouristiques» ouvertes au public; ceux-ci nécessitent des autorisations préalables. Le bureau local est situé dans le village de Birkin Bor.

### Vidéographie
- Окский заповедник. Природа России Film Studio Aves sur la réserve d'Oka (paysage, faune), ajoutée le 15 janv. 2019 sur YouTube
- Заповедная Россия. Окский заповедник Film sur la réserve d'Oka et sa faune et sur les centres d'élevages de bison et grues. 18 août 2017